# Calvi dell'Umbria
Calvi dell'Umbria er en kommune i den italienske provins Terni i Umbrien. Buen har 1.688(2023) indbyggere. 